# Opius rugipropodealis
Opius rugipropodealis är en stekelart som beskrevs av Fischer 2001. Opius rugipropodealis ingår i släktet Opius och familjen bracksteklar. Inga underarter finns listade i Catalogue of Life.